# Wilhelm Müller (handballer)
Wilhelm Müller (5 december 1909 – 22 februari 1984) was een Duits handballer.
Op de Olympische Spelen van 1936 in Berlijn won hij de gouden medaille met Duitsland. Müller speelde twee wedstrijden.
Willy Bandholz · Wilhelm Baumann · Helmut Berthold · Helmut Braselmann · Wilhelm Brinkmann · Georg Dascher · Kurt Dossin · Fritz Fromm · Hermann Hansen · Erich Herrmann · Heinrich Keimig · Hans Keiter · Alfred Klingler · Arthur Knautz · Heinz Körvers · Karl Kreutzberg · Wilhelm Müller · Günther Ortmann · Edgar Reinhardt · Fritz Spengler · Rudolf Stahl · Hans Theilig
- Gemeinsame Normdatei: 119478625
- International Standard Name Identifier: 0000 0000 6953 2305
- Virtual International Authority File: 95423451
- WorldCat: E39PCjrxqbPrb8VtvpMfpP3QpX